# نادیه علی (هنرپیشه)
نادیه علی (انگلیسی: Nadia Ali؛ زاده ۱۹۹۱ یا ۱۹۹۲) رقصنده شهوانی آمریکایی است. وی بین ۲۰۱۵ تا ۲۰۱۶ در پورنوگرافی فعالیت کرد و از آنجا که مسلمان است و وظایف شرعی خود را بجا می‌آورد، مورد توجه قرار گرفت.

## اوایل زندگی
وی نخستین عضو خانواده پاکستانی آمریکایی خود بود که در ایالات متحده زاده شد و در نیوجرسی بزرگ شد. وی به خاطر محافظه کار بودن خانواده‌اش احساس انزوا داشت؛ گرچه حجاب نداشت. او به عنوان یک مسلمان بزرگ شد. او در مصاحبه‌ای با ریفاینری۲۹ (به انگلیسی: refinery29) در ژوئیه ۲۰۱۶ اظهار داشت که هنوز خود را «مسلمانی می‌داند که وظایف شرعی خود را بجا می‌آورد» و در میان فعالیتش در اسکورت کردن و پورن، روزی دو یا سه مرتبه نماز می‌خواند.